# Weslley Silva Santos Rodrigues
Weslley Silva Santos Rodrigues (nacido el 16 de enero de 1992) es un futbolista brasileño que se desempeña como defensa.
Jugó para clubes como el SC Sagamihara y Tokyo Verdy.

## Trayectoria

### Clubes
| Club          | País  | Año         |
| ------------- | ----- | ----------- |
| SC Sagamihara | Japón | 2013 - 2014 |
| Tokyo Verdy   | Japón | 2015 - 2016 |

## Estadística de carrera

### J. League
| Club          | Año   | J. League | J. League | Copa J. League | Copa J. League | Total | Total |
| Club          | Año   | Part.     | Goles     | Part.          | Goles          | Part. | Goles |
| ------------- | ----- | --------- | --------- | -------------- | -------------- | ----- | ----- |
| SC Sagamihara | 2014  | 22        | 4         | -              | -              | 22    | 4     |
| Tokyo Verdy   | 2015  | 10        | 0         | -              | -              | 10    | 0     |
| Tokyo Verdy   | 2016  | 13        | 0         | -              | -              | 13    | 0     |
| Total         | Total | 45        | 4         | 0              | 0              | 45    | 4     |